# Соборы.ру
«Народный каталог православной архитектуры» — интернет-ресурс по тематике православной архитектуры.
Согласно сайту, «Задача проекта — собрать и сделать общедоступной максимально полную коллекцию современных и архивных фотографий и, по возможности, наиболее полные описания всех православных храмов, монастырей и других православных сооружений России и мира». По словам авторов, одной из задач проекта является «популяризация русской культуры, помощь краеведам, исследователям, путешественникам и всем, кто интересуется русской историей и культурой». Большинство авторов составляют любители — «простые селяне, путешественники, автомобилисты… люди путешествуют, присылают фотографии, информацию». Часть авторов собирает информацию в архивах и проводит любительские полевые исследования.
Самостоятельную ценность сайта составляет его форум, где ответы на вопросы дают, в частности, историки, практикующие архитекторы и опытные путешественники. Один из разделов сайта, «Розыск», посвящён «белым пятнам», поиску недостающей информации. Проект используется, в частности, в качестве образовательного сайта для детей по тематике архитектуры.

## История
Проект был основан в мае 2002 года на хостинге Народ.ру. 7 июля 2003 года был создан домен sobory.ru. По состоянию на май 2007 года, за пять лет работы, сайт собрал информацию о 6500 православных храмах мира, содержал почти 30 тысяч фотографий. Проект имел более 500 авторов. На этот период среди сайтов подобной тематики проект являлся лидером по объёму представленной информации и ежедневной посещаемости. Каждый день сайт посещало более 1500 человек, просматривавших более 15 000 страниц.
По состоянию на май 2012 года, за 10 лет работы, были собраны фотографии и описания более 19 тысяч объектов православной архитектуры России и других стран. Сайт содержал 14,5 тысяч статей и более 120 тысяч фотографий. Имелось более 3 тысяч авторов. Средняя посещаемость каталога в этот период составляла 10 тысяч интернет-пользователей в день.
На май 2024 года на сайте собрана информация более чем о 60 тысячах объектов православной архитектуры.